# Ponte Sultão Haji Omar Ali Saifuddien
A ponte Sultão Haji Omar Ali Saifuddien (em malaio:  Jambatan Sultan Haji Omar Ali Saifuddien) anteriormente conhecida como ponte de Temburong (em malaio:  Jambatan Temburong) é uma ponte de duas vias no Brunei. É a ponte mais longa do Sudeste Asiático, com 30 km de comprimento e conecta Mengkubau e Sungai Besar no distrito de Brunei-Muara com Labu Estate no distrito de Temburong. Esta é a única ponte rodoviária do país que liga diretamente o continente com o exclave de Temburong, que são fisicamente separados pelo distrito de Limbang na Malásia e a Baía do Brunei no Mar da China Meridional. A ponte permite viagens entre os dois territórios sem ser necessário passar pela Malásia, contornando quatro postos de controle de imigração ao longo da rota continental e encurtando o tempo de viagem entre Temburong e o resto do Brunei. Anteriormente, a única ligação direta entre Bangar, a capital do distrito e o resto do Brunei, era através de serviços de táxi aquático a partir de Bandar Seri Begawan, que demoravam cerca de 45 minutos.
A construção da ponte começou em 2014 e estava prevista para ser concluída e inaugurada até ao final de 2019, mas acabou por ser inaugurada em março de 2020. A ponte foi construída pela Daelim Industrial, uma empresa sul-coreana e pela China State Construction Engineering Corporation, uma empresa estatal chinesa. O projeto da ponte foi estimado custar cerca de 1,6 mil milhões de dólares de Brunei (US$ 1,2 mil milhões em março de 2018).
Devido à pandemia COVID-19, a ponte foi aberta antes do previsto em 17 de março de 2020, um dia após o Brunei impedir a maioria dos estrangeiros não residentes de entrar no país e a maioria dos cidadãos e residentes de sair, o que teria isolado Temburong do resto do país.
Em 14 de julho de 2020, por ocasião do aniversário de 74 anos do sultão Haji Hassanal Bolkiah, a ponte foi renomeada para ponte Sultão Haji Omar Ali Saifuddien em homenagem ao falecido pai do sultão, o sultão Haji Omar Ali Saifuddien Saadul Khairi Waddien, que é amplamente considerado como o arquiteto do Brunei moderno.

## Construção
A construção da ponte foi dividida em seis contratos. O primeiro foram os Túneis Mentiri que envolveram a construção de uma série de túneis através dos cumes de Mentiri que conectM as autoestradas Jalan Utama Mentiri com Jalan Kota Batu. Outros contratos de construção incluíram a ponte marítima, pontes de navegação e o viaduto de Temburong. A Daelim Industrial, empresa sul-coreana, foi responsável pela construção de um sistema de viadutos de navegação e duas pontes que atravessam a Baía do Brunei, enquanto a China State Construction Engineering foi responsável pela construção de 12 km do viaduto terrestre que atravessa o manguezal da Reserva Florestal de Labu. Os últimos dois contratos foram o sistema de controle e vigilância de tráfego e o sistema de alimentação.